# Búndí
Búndí (hindi: बूंदी, angolul: Bundi) város India ÉNy-i részén, Rádzsasztán államban. Kota városától 35 km-re ÉNy-ra fekszik. Lakossága 103 ezer fő volt 2011-ben.
Rudyard Kipling irodalmi Nobel-díjas angol író és költő itt írta a A dzsungel könyve című novellagyűjteményét.
Búndí középső részén terül el a Naval Szágar-tó, egy közepén levő kis szigettel.

## Történelem
Búndí államot 1341-ben alapította Ráv Déva, a Hárá Csauhán rádzsput dinasztia tagja. A palota építését a 16. században kezdték el, s a következő 200 év alatt a hegyoldal különböző szintjein az uralkodók mindig hozzáépítettek. A palota leglátványosabb része az 1660-ban épült Csattar Mahal és az 1748-1770 között épült Csitra Sála, amely egy függőkertre néz.

## Népesség
| Lakosok száma | 65 047 | 88 871 | 103 286 |
|               | 1991   | 2001   | 2011    |

## Látnivalók
Búndi fénypontja a palota. Hihetetlen rámpák és lépcsősorok vezetnek ide-oda a véd-művek között, felettük erkélyekkel, kupolák és csúcsívek erdejével. A palotát a rádzsput stílus képviselőjének tartják. A palota feletti Csitra Sála 17-18. századi kifinomult freskókat rejt. A képek témája a Rádhá-Krisna legenda, vallási szertartások, vadászjelenetek és más hercegi szórakozások. A Csitra Sála mögött ösvény vezet meredeken fel a hegyoldalon a középkori Taragari erőd romjaihoz és egy jókora TV-adótoronyhoz. Innen páratlan kilátás nyílik a városra. Gyalog elbűvölő élmény a hagyományos boltokkal és épületekkel teli Búndí felfedezése.
A városban több mint 50 lépcsős kút van, közülük a legszebb a város közepén lévő, 46 m mély Rání kí Bávlí. A 17. században épült és gazdagon díszített boltívekkel, szobrokkal. A város északi végén áll a 18. századi Szukh Nivász Mahal, egy Dzsait Szágar-tóra néző romantikus nyári palota. A tó másik végében királyi síremlékek vannak, nyugati oldalán pedig egy elegáns vadásztorony, a Sikár Burdzs.

## Galéria

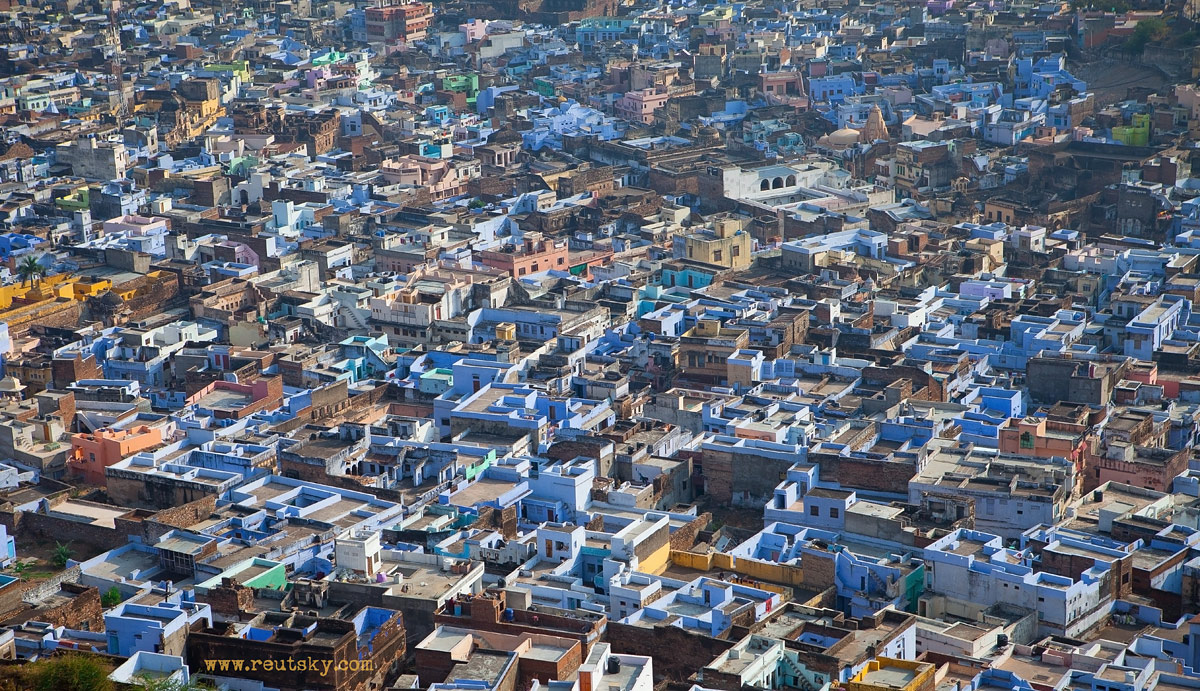
Városkép
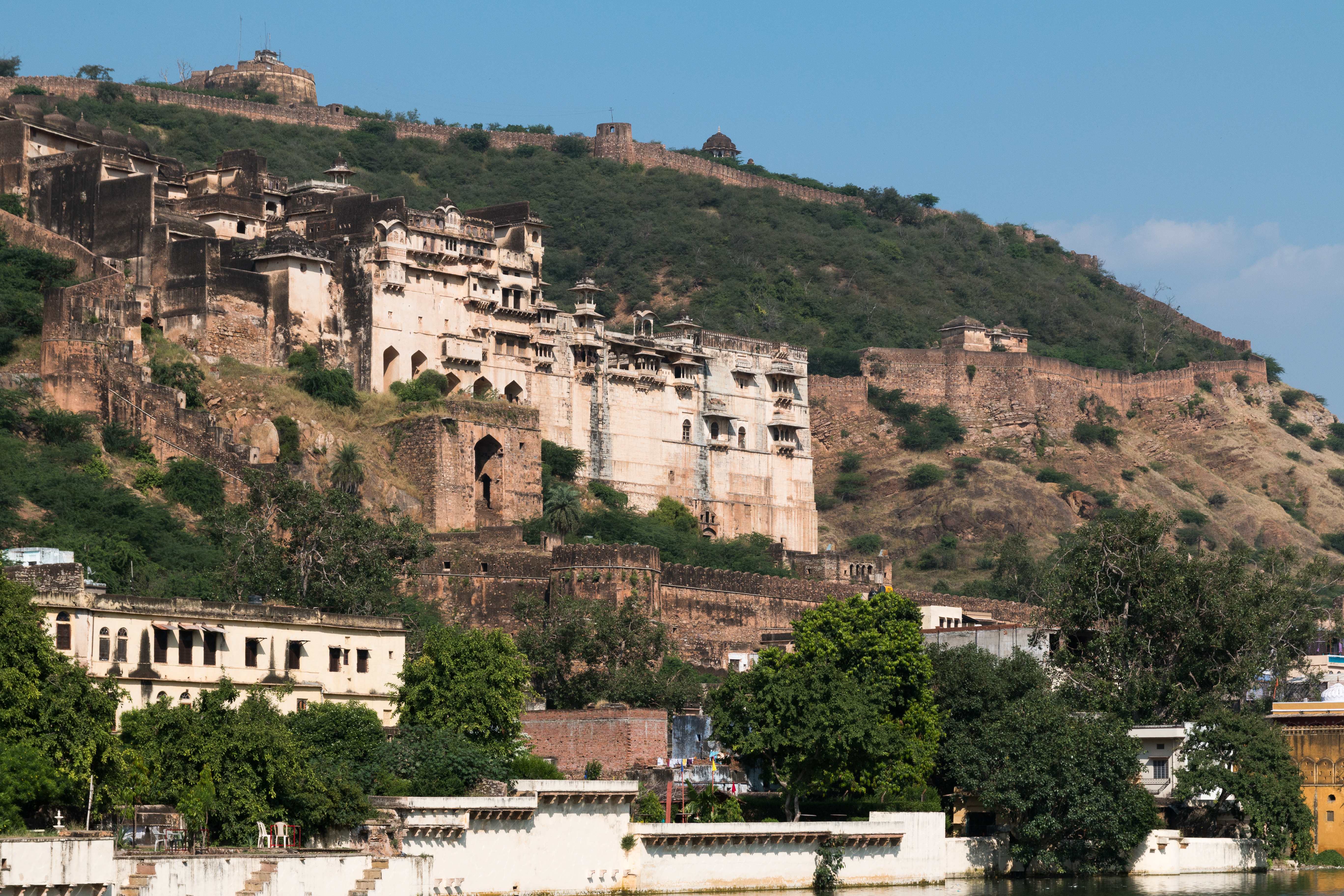
A palota és az erőd falai
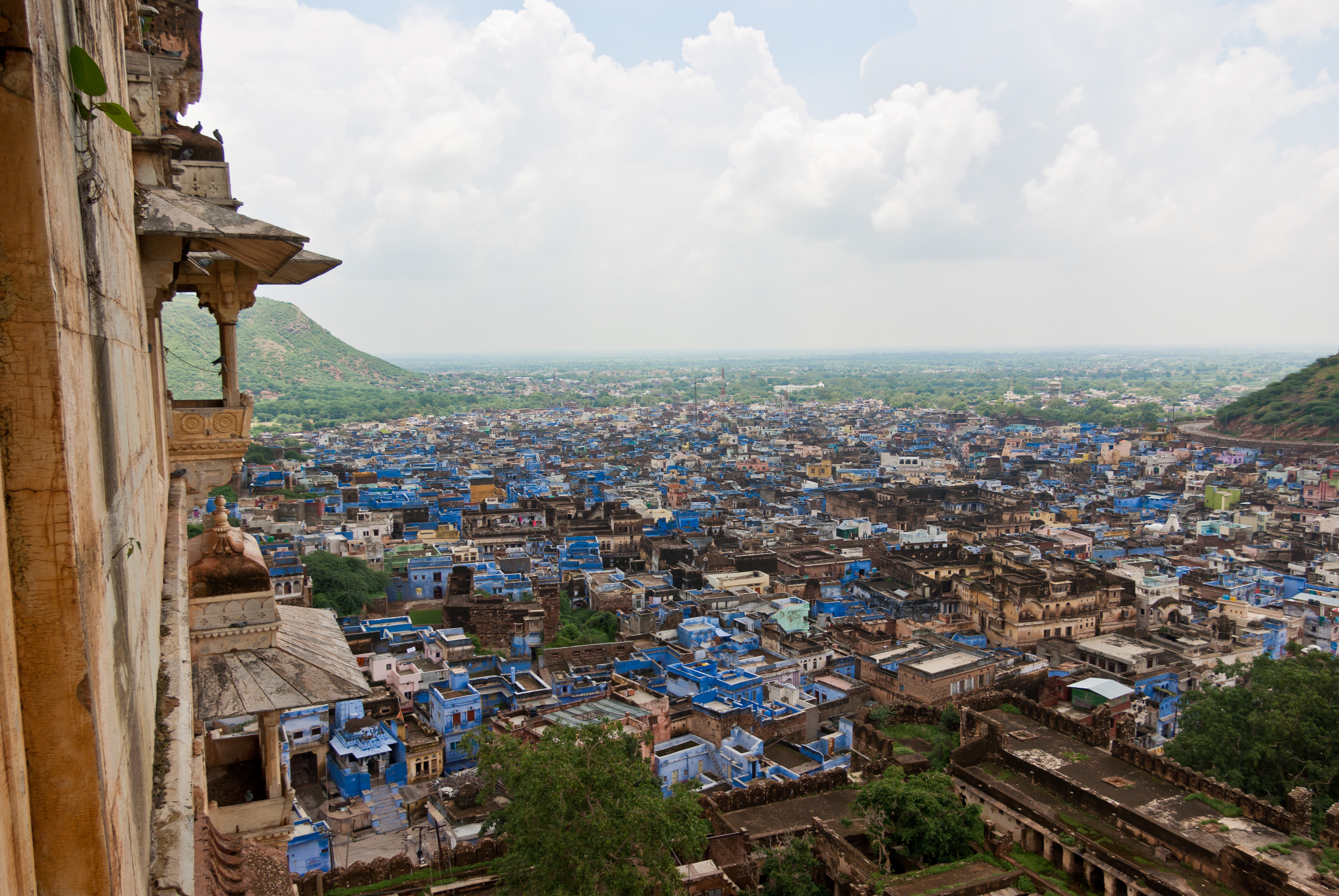
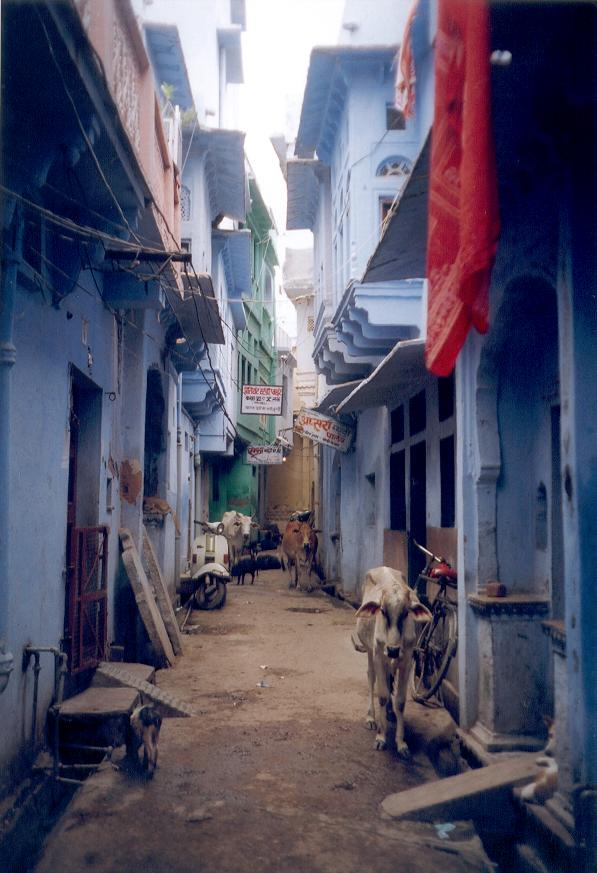
Óvárosi sikátor
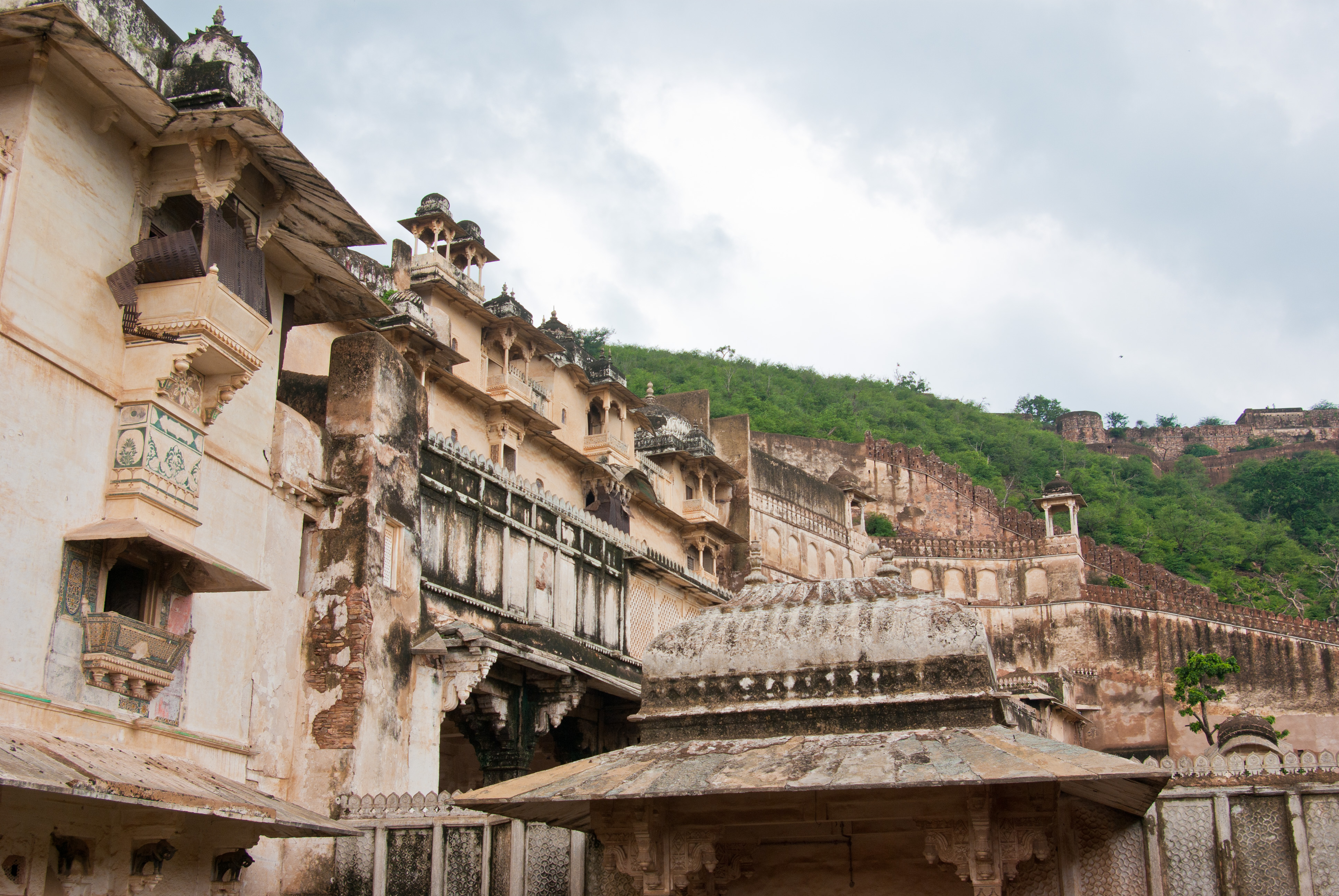
A palota
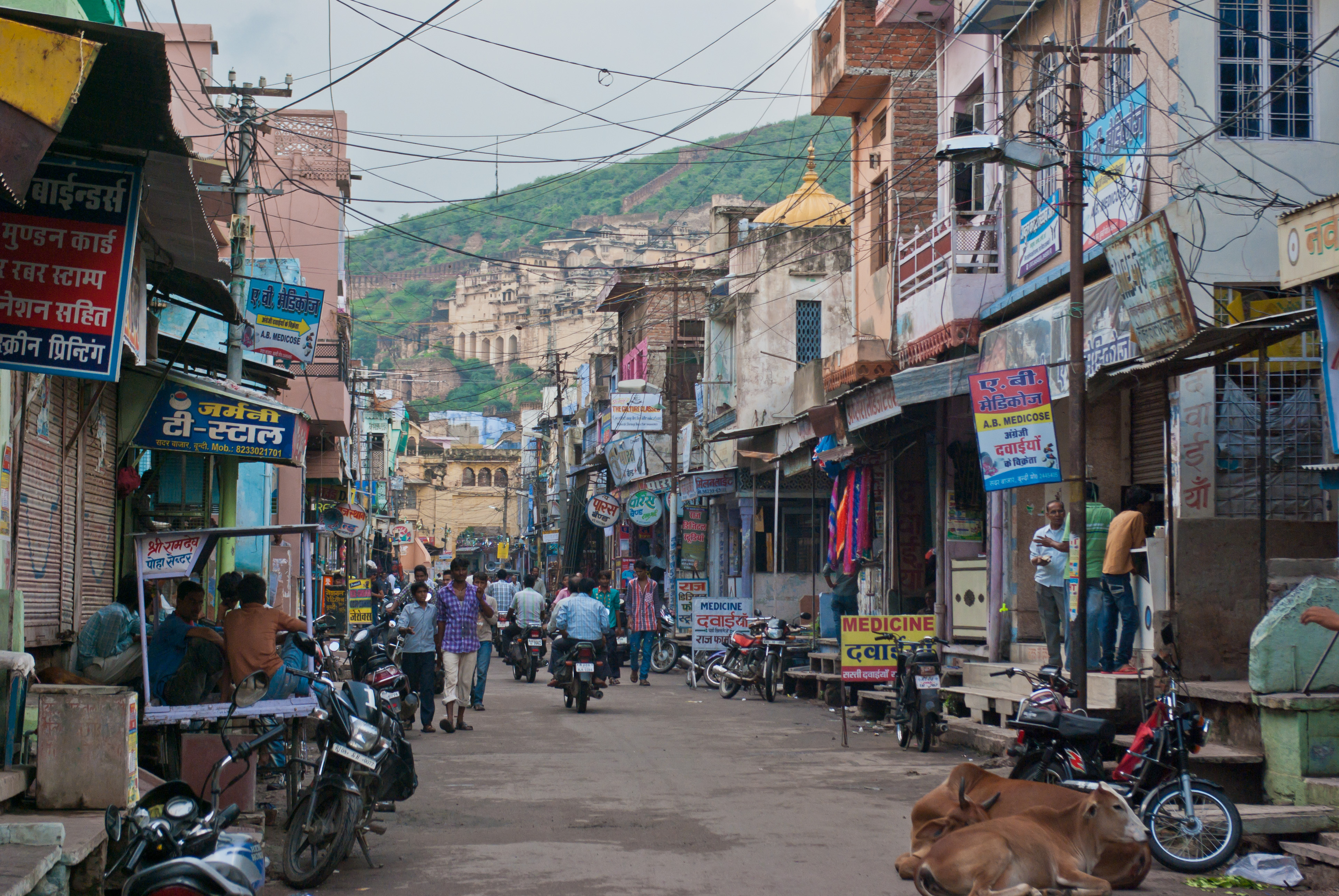
Városkép
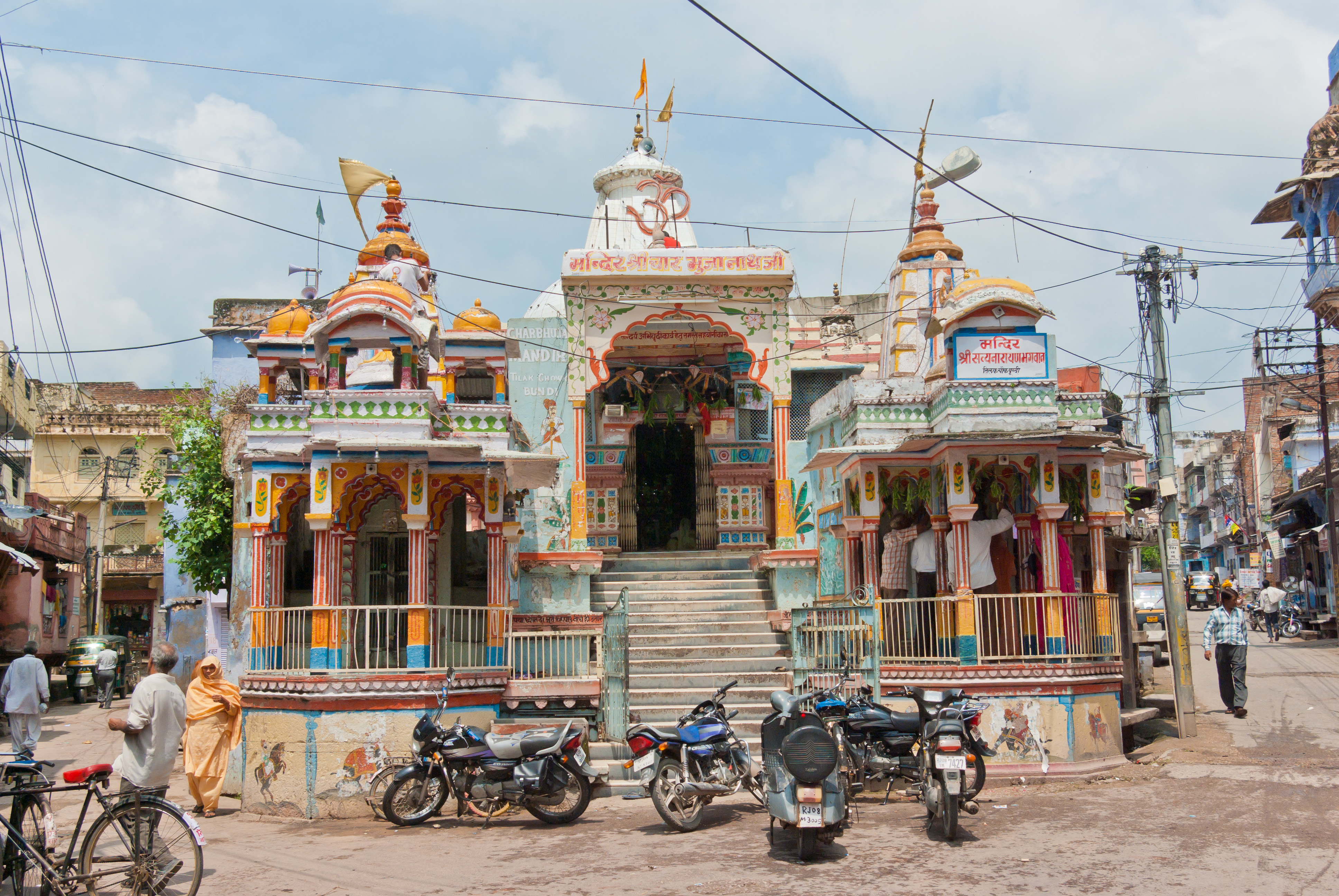
Templom

## Fordítás
- Ez a szócikk részben vagy egészben  a   Bundi című angol Wikipédia-szócikk fordításán alapul.  Az eredeti cikk szerkesztőit annak laptörténete sorolja fel. Ez a jelzés csupán a megfogalmazás eredetét és a szerzői jogokat jelzi, nem szolgál a cikkben szereplő információk forrásmegjelöléseként.
- Ez a szócikk részben vagy egészben  a   Bundi (Inde) című francia Wikipédia-szócikk fordításán alapul.  Az eredeti cikk szerkesztőit annak laptörténete sorolja fel. Ez a jelzés csupán a megfogalmazás eredetét és a szerzői jogokat jelzi, nem szolgál a cikkben szereplő információk forrásmegjelöléseként.